# Androvax
Androvax, còn được gọi là androstenedione: liên hợp albumin huyết thanh người, là một loại miễn dịch và vắc-xin chống androstenedione được sử dụng trong y học thú y để tăng tỷ lệ rụng trứng và số lượng cừu con sinh ra từ cừu nhà. Nó là một liên hợp của androstenedione và albumin huyết thanh người. Thuốc được bán trên thị trường New Zealand.
Androvax tạo ra khả năng miễn dịch chống lại androstenedione, và việc tạo ra các kháng thể chống lại androstenedione làm giảm mức độ lưu hành của androstenedione. Ngoài ra, vì androstenedione là tiền chất chính của estrogen, nồng độ estrogen cũng giảm theo. Đây được cho là dẫn đến giảm đáp ứng ngược âm tính trên trục hạ đồi-tuyến yên-tuyến sinh dục và tăng gonadotropin tiết, do đó cải thiện khả năng sinh sản và khả năng sinh sản.